# مونیتور کلاس لرد کلایو
مونیتور کلاس لرد کلایو (به انگلیسی: Lord Clive-class monitor) یک کلاس از کشتی است که طول آن ۳۳۵ فوت (۱۰۲ متر) می‌باشد.